# Mírové hnutí

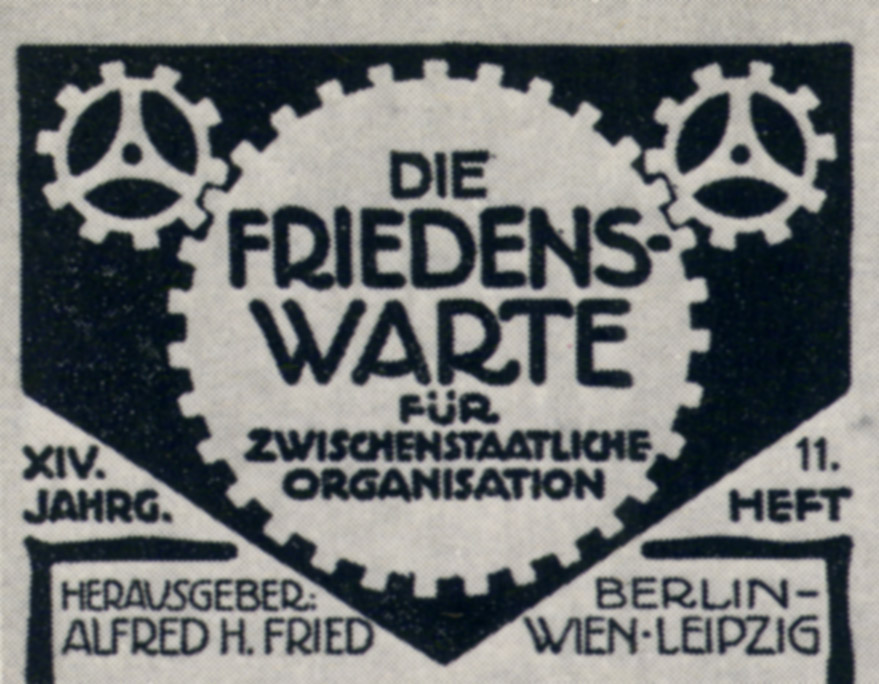
Obálka Die Friedens-Warte, německý časopis mírového hnutí

Mírové hnutí je sociální hnutí, které se snaží dosáhnout ideály jako konec určité války (nebo všech válek), minimalizovat násilí mezi lidmi na určitém místě nebo v určitých situacích, často spojeno s cílem dosáhnout světový mír. Mezi prostředky na dosažení těchto cílů patří advokace pacifismu, nenásilný odpor, diplomacie, bojkoty, podpora mírových politických kandidátů, tvorba otevřené vlády a nástroje transparentnosti, demonstrace a národní politické lobby skupiny na tvorbu legislativy. Politická kooperace je příklad organizace, která hledá spojení všech organizací mírového hnutí a „zelených“ (ekologických) organizací, které mohou mít některé odlišné cíle, ale všechny mají společný cíl míru a trvale udržitelného rozvoje.
Československý komunistický režim zneužil myšlenku mírového hnutí k prosazení své nadvlády nad římskokatolickou církví v Československu (viz Mírové hnutí katolického duchovenstva).